# Diaphorus schoutedeni
Diaphorus schoutedeni är en tvåvingeart som beskrevs av Charles Howard Curran 1925. Diaphorus schoutedeni ingår i släktet Diaphorus och familjen styltflugor.
Artens utbredningsområde är Kenya. Inga underarter finns listade i Catalogue of Life.